# Negohot
Negohot (hebr.: נגוהות) – wieś położona w samorządzie regionu Har Chewron, w Dystrykcie Judei i Samarii, w Izraelu.
Leży w południowej części Judei w górach Judzkich, w otoczeniu terytoriów Autonomii Palestyńskiej.

## Historia
Osada powstała w 1982 jako wojskowy punkt obserwacyjny, w którym w 1988 osiedlili się cywilni osadnicy żydowscy.